# Bruto de cámara

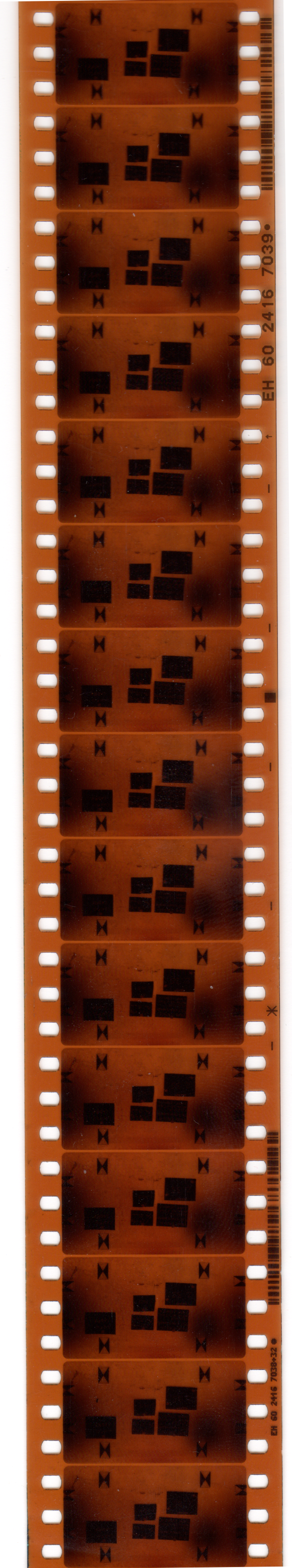
Un bruto de cámara de 35 mm. En esta caso se utiliza más el término «negativo».

Un bruto de cámara o crudo, del inglés «raw», es la imagen grabada directamente desde el sensor, sin mediación ni edición alguna. De esta expresión se tomó el nombre para los distintos formatos raw, disponible en los equipos digitales.

## Concepto
Carrasco (2010, p. 344) informa que bruto de cámara es la traducción de «camera raw», es decir «bruto» o «en crudo» desde la cámara de cine o de vídeo. No es un término específico de la imagen en movimiento, sino de todo el campo audiovisual, se utiliza la misma expresión en fotografía.
Los brutos de cámara son las imágenes de más calidad, pero también las que más material inservible suelen poseer y las que más espacio de cinta, celuloide o almacenamiento digital necesitan. De ellas se obtienen, por distintos procesos de edición, las cintas o archivos máster, de los que se sacarán por último las distintas copias o la emisión por ondas electromagnéticas, Internet o cable.

## Formato raw
Con la entrada en el mundo audiovisual primero de los dispositivos acoplados con carga y después de la informática con los soportes digitales, varias empresas continuaron utilizando este nombre, habitual en el mundo de la imagen en movimiento más que en el de la fotografía, para denominar a varios tipos de formato bajo la denominación raw. Todos ellos coinciden en que la imagen no ha recibido ningún tipo de modificación ni compresión automática con pérdida de información.